# George Santayana
Jorge Agustín Nicolás Ruiz de Santayana y Borrás, cunoscut ca George Santayana (n. 16 decembrie 1863, Universidad⁠(d), Noua Castilie⁠(d), Spania – d. 26 septembrie 1952, Roma, Italia) a fost un filozof (influențat de Spinoza), eseist și scriitor de origine spaniolă. A fost un reprezentat de seamă al realismului critic al secolului al XX-lea.
A scris în engleză și este considerat un scriitor american. Printre celebrele sale aforisme se pot enumera: „Cei care au uitat trecutul sunt condamnați să îl repete” și „Numai morții au văzut sfârșitul războiului”.
Deși a contrazis existența divinității sau a forțelor supranaturale, scrierile sale conțin numeroase idei religioase (mai ales, de factură catolică).
A studiat la Boston Latin School și la Colegiul "Harvard" alături de filozofii William James și Josiah Royce. A trăit o mare parte a vieții în Europa și a murit la Roma.

## Legături externe
- Critical Edition of the Works of George Santayana
- Lucrări de George Santayana la Proiectul Gutenberg
- Opere de sau despre George Santayana la Internet Archive
- Saatkamp, Herman. „George Santayana”. Stanford Encyclopedia of Phylosophy. Includes a complete bibliography of the primary literature, and a fair selection of the secondary literature
- The Internet Encyclopedia of Philosophy: George Santayana by Matthew C. Flamm
- The Santayana Edition Arhivat în 29 iunie 2014, la Wayback Machine.
- Lucrări de George Santayana la LibriVox (cărți audio aflate în domeniul public)
- Overheard in Seville Arhivat în 11 decembrie 2013, la Wayback Machine.: Bulletin of the Santayana Society
- On George Santayana Arhivat în 18 august 2011, la Wayback Machine.: Spanish-English Blog about Santayana
- "George Santayana: Catholic Atheist" by Richard Butler in Spirituality Today, Vol. 38 (Winter 1986), p.  319
- George Santayana pe Curlie
- George Santayana la Find a Grave
- George Santayana, Many Nations in One Empire (1934)
- George Santayana, 88, Dies in Rome Harvard Crimson death notice of 29 September 1952